# ليديا بيلبروك
ليديا بيلبروك (بالإنجليزية: Lydia Bilbrook)‏ (6 مايو 1888 - 4 يناير 1990)؛ ممثلة إنجليزية امتدت مسيرتها السينمائية الفنية خلال أربعة عقود ظهرت ليديا بيلبروك في 23 فيلما بين عامي 1916 و1949.

## روابط خارجية
- ليديا بيلبروك على موقع IMDb (الإنجليزية)
- ليديا بيلبروك على موقع قاعدة بيانات الفيلم (الإنجليزية)
- Bilbrook on Complete Index to World Film
- Bilbrook on the معرض اللوحات القومي (لندن) website
- Painting of Lydia Bilbrook with her mother by Robert Walker Macbeth